# Маркова, Ирина Васильевна
Ирина Васильевна Маркова — белорусский педагог, режиссёр, художественный руководитель театра «Ронд», директор киношколы «Синема», Детского центра театра и кино.

## Биография
Ирина Маркова родилась и работает в Минске. Окончила Белорусский государственный университет культуры и искусств (по специальности «Режиссёр, педагог, руководитель театрального коллектива»).
В 1983 г. основала детский театр «Рондстудия».
В 1996 г. открыла детскую летнюю творческую базу «Гармония» в Гродненской области. В этом же году начала проект проведения международных фестивалей детских театров «Шаг в небо» в г. Минске.
В 1998 г. окончила режиссёрские курсы в Москве (рук. М. Макеев, Союз театральных деятелей).
В 2000 г. Ириной Марковой была основана детская киношкола «Синема» при союзе кинематографистов Республики Беларусь.
В сентябре 2009 г. открыла в г. Минске Детский центр театра и кино, объединив все структуры в одно целое.
И. Маркова также является инициатором и организатором многочисленных проектов и акций с участием детей в области культуры и экологии, автором нескольких пьес для детского театра, журнальных статей о белорусском искусстве, а также автором «метода интенсивно творческого прорыва», по которому обучаются дети в театре и киношколе. Готовит к изданию книгу «Уроки творчества» — систематизированный сборник педагогического опыта различных театральных школ.

## Творчество
Ирина Маркова является создателем более 80 спектаклей, которые были представлены на различных международных театральных фестивалях России, Белоруссии, Литвы, Швейцарии, Франции, Голландии, Швеции, Германии.
Избранные спектакли
- «Август»
- «Верь мне»
- «Чукоккала»
- «Иллюзии»
- «Маленькая Баба Яга»
- «Бабочка»
- «Маленький Принц»
- «Золушка»
- «Я — звезда, или Когда идет дождь»
- «Vivat, Герда!»
- «Людоед по имени Чайковский»
- «Принц»

Также Ирина Маркова является режиссёром короткометражных фильмов, которые создаются на базе киношколы и успешно участвуют в фестивалях короткометражного кино Республики Беларусь и стран СНГ.
Избранная фильмография
- 2003 «Галатея Мегаполиса»
- 2004 «Мечтой»
- 2004 «Музыка»
- 2005 «Счастливый дождь»
- 2005 «Дорога к ангелу»
- 2007 «Карта Таро»
- 2007 «Первая любовь»
- 2007 «Маленький фонарщик»
- 2008 «Исчезновение звука»
- 2009 «Пробуждение», «Защита»
- 2010 "Этюд на тему «Кино»
- 2011 «Случайная фея»
- 2012 «Эхо»
- 2012 «Записки заурядной личности» (полнометражный, в производстве)
- 2016 "Можно я спою? "
- 2017 "Непутевые"